# Мечковица
Мèчковица е село в Северна България, община Габрово, област Габрово.

## География
Село Мечковица се намира на около 7 km югозападно от центъра на град Габрово. Разположено е в югоизточната част на Черновръшкия рид. Надморската височина в центъра на селото е около 550 m, в южния край нараства до около 590 m, а в северния намалява до около 520 m.
Общинският път до Мечковица е южно отклонение при габровския квартал Гачевци от третокласния републикански път III-4404, което минава през цялата крайна северна част на селото и след село Пъртевци води и до село Геновци.

## История
През 1995 г. дотогавашното населено място колиби Мечковица придобива статута на село..

## Население
Населението на село Мечковица наброява 120 души при преброяването към 1934 г. и намалява до 17 към 1985 г., след увеличение до 49 към 2001 г. наброява към 2019 г. (по текущата демографска статистика за населението) 10 души.
Преброяване на населението през 2011 г.
Численост и дял на етническите групи според преброяването на населението през 2011 г.:
|                     | Численост | Дял (в %) |
| Общо                | 16        | 100,00    |
| Българи             | 15        | 93,75     |
| Турци               | 0         | 0,00      |
| Цигани              | 0         | 0,00      |
| Други               | 0         | 0,00      |
| Не се самоопределят | 0         | 0,0       |
| Неотговорили        | 0         | 0,00      |